# Lokkasaari (ö, lat 61,76, long 26,61)
Lokkasaari är en ö i Finland. Den ligger i sjön Puula och i kommunen Hirvensalmi i den ekonomiska regionen  S:t Michel och landskapet Södra Savolax, i den södra delen av landet, 200 km nordost om huvudstaden Helsingfors. Öns area är 2 hektar och dess största längd är 240 meter i nord-sydlig riktning.